# Châtain
Pour l’article ayant un titre homophone, voir Châtin.
Cet article possède des paronymes, voir Chatain et Chatin.

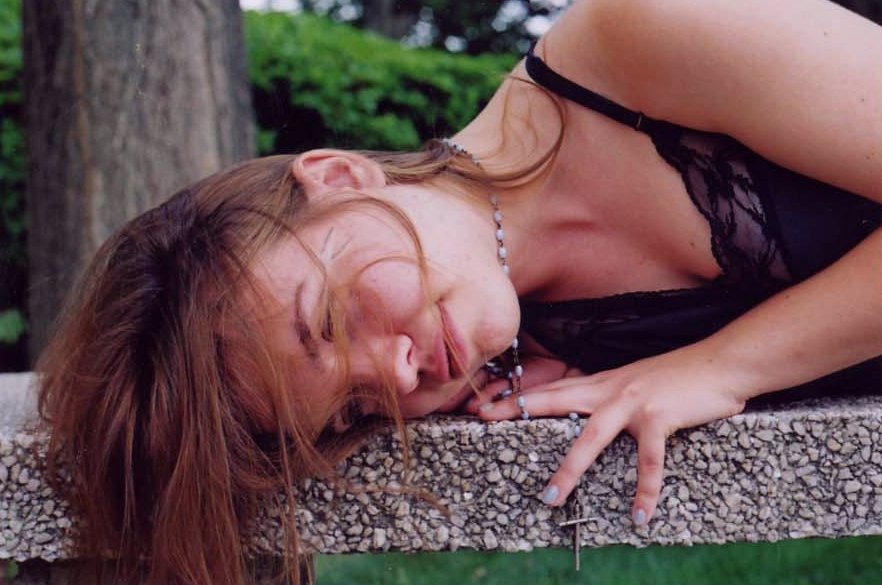
Femme avec des cheveux châtains.

Le châtain ou châtaine au féminin est un nom de couleur utilisé pour décrire celle des cheveux, par référence à la châtaigne, fruit du châtaignier. Châtain se modifie couramment par clair ou foncé.
Les châtains regroupent le châtain proprement dit, le châtain foncé surtout composé d'eumélanine et le châtain clair composé d'un mélange d'eumélanine et de phéomélanine.